# 용감한 소방차 레이
《용감한 소방차 레이》는 한국교육방송공사에서 방영된 대한민국의 애니메이션이다. 2016년 5월 30일부터 EBS 1TV에서 방영했다.

## 줄거리
무심하게 지나치기 쉬운 우리 생활환경 속에 갖가지 위험요소들. 비 온 뒤 길가에 생긴 웅덩이, 세탁기 근처의 세제나 표백제, 아이들이 삼키기 쉬운 작은 물건, 가구들 사이의 작은 틈 따위는 어른들에게는 사소한 것들이지만 어린이들에게는 큰 사고로 이어질 수 있는 위험 요소들이다.
말하는 작은 소방차 레이와 그의 대원들은 어린이들의 주변을 세심하게 살펴 사방에 도사린 위험요소를 미리 제거하기도 하고 사고가 나면 언제라도 출동하여 어린이들을 지켜주는 작지만 든든한 친구들.
언제나 사고를 일으키기 위해 기회를 엿보는 악당 3총사에 맞서 레이대장은 오늘도 6대의 소방대원들에게 출동 명령을 내린다. "준이 방 침대 밑에서 사고 발생! 전 대원, 즉시 출동하라!" 경광등을 번쩍이고 사이렌을 울리며 현장으로 출동하는, 작지만 강한, 생활 속 안전 지킴이. 레이의 소방대.

## 등장인물
- 레이
- 앰비
- 비콘
- 헤이즐
- 펌프
- 래드
- 헬릭스
- 한준이
- 한미나
- 파이탄
- 스파키
- 개스톤

## 목소리 출연

### 한국어판
- 신용우: 레이, 준이 아빠
- 류승곤: 비콘
- 김영선: 펌프
- 이민규: 헬릭스, 래드
- 정미라: 앰비, 준이 엄마
- 김은아: 헤이즐, 준이
- 최낙윤: 쿠가
- 이보용: 세라
- 하성용: 툼바
- 엄상현: 핑
- 전태열: 파이탄
- 권지애: 스파키
- 정혜원: 개스톤, 미나

### 영어판
- Mike Yantzi: 레이, 래드
- Christine Cho: 앰비, 준이
- Schwartzentruber Josh Andrew: 펌프, 개스톤
- Caelyn Shin: 헤이즐, 스파키
- John Choi: 비콘, 헬릭스
- John Lee: 파이탄
- Jenny Jo: 미나

## 제작진

#### 1기
- 제작지원: 방송통신위원회, 방송통신발전기금
- 책임프로듀서: 정영홍
- 프로듀서: 김동열
- 애니메이션 제작: 팝콘픽쳐스
- 총감독: 장동진
- 감독: 민학기
- 피디: 박해준, 박혜련
- 연출팀
  - 팀장: 김유강, 심영교
- 시나리오: 권오현, 조민주
- 콘티
  - 팀장: 김유강, 권아현, 김혜지, 이영기, 구유연, 한수연, 박소연
- 컨셉/디자인
  - 팀장: 황영상, 정의관, 스튜디오 가게, 공영석, 아트플러스엠
- 모델링팀
  - 수퍼바이저: 정덕영
  - 1팀: 장건호
  - 2팀: 최한선
- 리깅
  - 팀장: 김정범
  - 팀장: 김석동
- 애니메이션
  - 1팀
    - 팀장: 최문석, 박민선, 조혜일, 임재은, 김남중, 김보영, 정다워

  - 2팀
    - 팀장: 이금환, 장인선, 박상욱, 전빛나, 박희준

  - 3팀
    - 팀장: 김수영, 김광석, 박소현, 홍영섭, 이지은, 맹소정, 진우빈

  - 4팀
    - 팀장: 정승원, 김세원, 조양현
    - 팀장: 신명철, 강도영, 정현세

  - 5팀
    - 팀장: 김현배, 이지현, 이윤혁
    - 팀장: 김창수, 박미영, 안병은
- 이펙트
  - 1팀 팀장: 박주현
  - 2팀 팀장: 정원재, 김서현
  - 3팀 팀장: 채광철
- 파이널
  - 수퍼바이저: 김종윤
  - 1팀
    - 팀장: 이하오, 김수경, 이현지, 김도영, 서동영

  - 2팀
    - 팀장: 김용훈, 한지영, 김수민, 최유진, 김영인

  - 3팀
    - 팀장: 송근용, 류영봉, 박효선
    - 팀장: 서명진, 유성재

  - 4팀
    - 팀장: 박현규, 나은호
    - 팀장: 송재우, 박동현
- 모션그래픽: 김도영
- 편집: 심영교
- 경영지원: 최성원
- 외주 책임: 엄중현, 김형진, 허진
- 외주 피디: 정용현, 박동현
- 음악: 신승준, 김원아(신스뮤직)
- 음향효과: 강산
- 녹음/믹싱: 김학주(펀사운드웍스)
- 오프닝 작사: 김셋
- 노래지도: 한선혜
- 노래: 강이한, 지서윤, 진영원, 박은우 (예쁜아이들)
- 원작: 레이의 소방서
- 컴퓨터그래픽: 오신영
- 문자그래픽: 이민정
- 사업총괄: 정진성, 윤성민
- 마케팅: 박지희
- 음향: 이범석→계민석
- 기술감독: 강남수→방규석
- 조연출: 김지현
- 연출: 김미경
- 제작투자: EBS, 팝콘픽쳐스, 초이락컨텐츠팩토리, 연두세상
- 제작지원: 한국콘텐츠진흥원
- 기획: EBS
- 제작: EBS / 팝콘픽쳐스 / 초이락컨텐츠팩토리 / 연두세상

## 방영 목록

### 1기
| 회차       | 제목                            | 방송 일자                      |
| ---------- | ------------------------------- | ------------------------------ |
| 1화        | 우주소방대 레이반가워 헬릭스    | 2016년 5월 30일2016년 5월 31일 |
| 2화        | 미나의 생일 파티벌떼의 습격     | 2016년 6월 6일2016년 6월 7일   |
| 3화        | 파이탄의 지옥훈련강아지 코코    | 2016년 6월 13일2016년 6월 14일 |
| 4화        | 앰비가 위험해모기가 무서워      | 2016년 6월 20일2016년 6월 21일 |
| 5화        | 콜록콜록 모래바람위험한 알약    | 2016년 6월 27일2016년 6월 28일 |
| 6화        | 전기가 찌릿찌릿스파키를 구해줘  | 2016년 7월 4일2016년 7월 5일   |
| 7화        | 빼앗긴 놀이터사라진 비콘        | 2016년 7월 11일2016년 7월 12일 |
| 8화        | 연기 속 숨바꼭질헬릭스의 날개   | 2016년 7월 18일2016년 7월 19일 |
| 9화        | 은혜 갚은 어미새별빛이 반짝반짝 | 2016년 7월 25일2016년 7월 26일 |
| 10화       | 건전지 괴물찬이가 이상해        | 2016년 8월 1일2016년 8월 2일   |
| 11화       | 신나는 물놀이준의 자동차        | 2016년 8월 8일2016년 8월 9일   |
| 12화       | 미끌미끌 빙판길비콘의 번개구름  | 2016년 8월 15일2016년 8월 16일 |
| 최종화(13) | 파이탄이 커졌어요레이봇 출동    | 2016년 8월 22일2016년 8월 23일 |

### 2기
| 회차       | 제목                                    | 방송 일자                        |
| ---------- | --------------------------------------- | -------------------------------- |
| 1화        | 조이플래닛으로 출동!구조대장, 툼바      | 2023년 8월 28일2023년 8월 29일   |
| 2화        | 쿠가쿠가 축제바다의 괴물                | 2023년 9월 4일2023년 9월 5일     |
| 3화        | 안녕, 핑!부글부글 용암                  | 2023년 9월 11일2023년 9월 12일   |
| 4화        | 소방대원 개스톤?코끼리 대소동           | 2023년 9월 18일2023년 9월 19일   |
| 5화        | 무지개구름다람다사우루스                | 2023년 9월 25일2023년 9월 26일   |
| 6화        | 곰돌이 펀치킹자석 대소동                | 2023년 10월 2일2023년 10월 3일   |
| 7화        | 조이플래닛이 아파요!버섯 대소동         | 2023년 10월 9일2023년 10월 10일  |
| 8화        | 졸음 스프레이시끌시끌 콘서트            | 2023년 10월 16일2023년 10월 17일 |
| 9화        | 우당탕탕 탱탱볼다람쥐 가족 구출 대작전  | 2023년 10월 23일2023년 10월 24일 |
| 10화       | 크리스마스 트리와글와글 해변이 얼었어요 | 2023년 10월 30일2023년 10월 31일 |
| 11화       | 한밤중의 유령 대소동무서운 식충식물     | 2023년 11월 6일2023년 11월 7일   |
| 12화       | 강아리 포리삐요삐요 응급환자            | 2023년 11월 13일2023년 11월 14일 |
| 최종화(13) | 시원한 바다왕거미 찌르찌르              | 2023년 11월 20일2023년 11월 21일 |